# Charlotte de Rothschild
Charlotte de Rothschild (París, 6 de mayo de 1825 – Ib., 20 de julio de 1899) fue una pintora, coleccionista de arte y socialité miembro de la rama francesa de viticultores de la prominente familia Rothschild.
Frédéric Chopin, de quien ella fue alumna, le dedicó una obra para piano, el Vals en Do sostenido menor, op. 64, n.º 2, que luego fue incluido en la música para el ballet Las sílfides coreografiado por Michel Fokine.